# Chochoł (otulina)

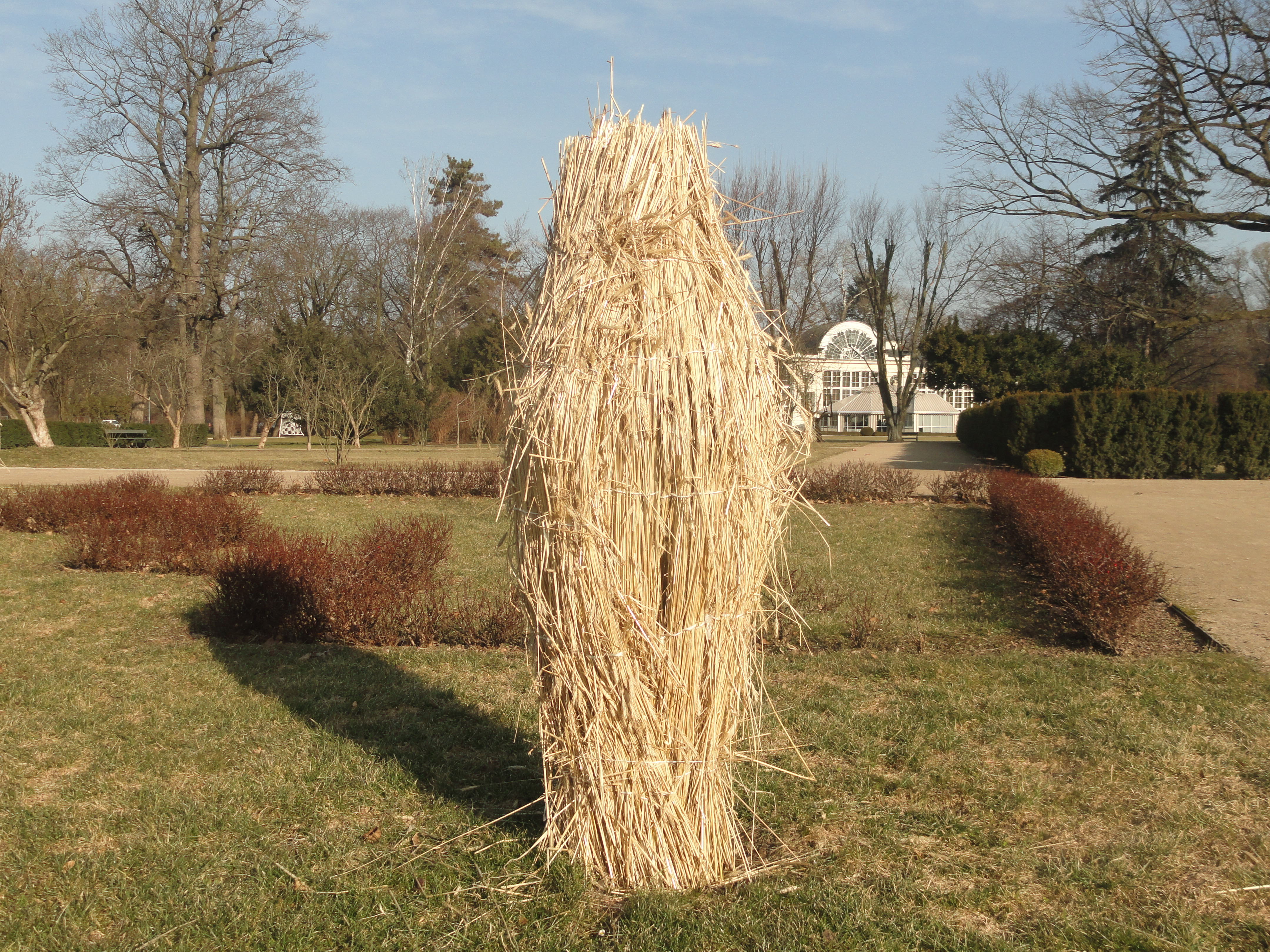
Chochoł w Łazienkach Królewskich

Chochoł – słomiana otulina krzewu, najczęściej różanego, używana w celu ochrony rośliny przed niesprzyjającymi warunkami atmosferycznymi.